# Regierung Pelham

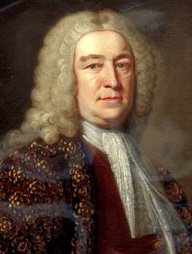
Henry Pelham, britischer Premierminister von 1743 bis zu seinem Tode 1754

Die Regierung Pelham war die Regierung im Königreich Großbritannien in der Zeit vom 24. November 1744 bis zum 6. März 1754 mit einer kurzen Unterbrechung zwischen dem 10. und 12. Februar 1746.
Die Regierung wurde von Henry Pelham gebildet, der bereits seit dem 27. August 1743 formell das Amt als Premierminister bekleidete, und löste die Regierung Carteret ab. Anfang 1746 wünschte König Georg II. einen Wechsel des Premierministers, und Pelham verlor die Macht, aber nur kurz. Aus diesem Grund befand sich kurzzeitig vom 10. bis zum 12. Februar 1746 die Regierung Bath–Granville im Amt, das wegen der Amtsdauer auch Short-lived ministry („Kurzzeit-Ministerium“) oder wegen seiner Größe spöttisch als Silly Little Ministry („Dummes kleines Ministerium“) bezeichnet wurde.
Nach seiner Rückkehr ins Amt stellte Pelham eine verstärkte breite Koalition (Broad Bottom) von Whigs auf. Die zweite Regierung dauerte von Pelhams Wiedererlangung der Macht am 12. Februar 1746 bis zu seinem Tod am 6. März 1754. Die Regierung bestand ausschließlich aus Mitgliedern der liberalen Whigs, die seit den Wahlen zum Unterhaus (House of Commons) vom 30. April bis 11. Juni 1741 mit 286 der 558 Sitze im House of Commons nur noch über eine knappe absolute Mehrheit verfügte. Die konservativen Tories, unter der Führung von Sir Watkin Williams-Wynn, 3. Baronet verlor neun Mandate und kam auf 136 Sitze, während die Patriot Whigs, eine Abspaltung der Whigs unter William Pulteney, 48 Mandate hinzugewannen und nunmehr mit 131 Sitzen im Unterhaus vertreten waren. Die Regierung Pelham wurde nach dem Tode von Premierminister Henry Pelham am 6. März 1754 von der Ersten Regierung Newcastle am 16. März 1754 abgelöst.

## Regierungsjahre 1744 bis 1754

### Unterhauswahl 1747
Während der fast zehnjährigen Amtszeit der Regierung Pelham kam es nur einmal zu Unterhauswahlen, und zwar vom 26. Juni bis zum 4. August 1747. Aus dieser Wahl gingen die Whigs als klare Sieger hervor und konnten sich um 52 Mandate auf 338 Sitze im House of Commons verbessern. Die Tories unter Sir Watkin Williams-Wynn, 3. Baronet, verloren noch einmal 19 Sitze und waren nunmehr mit 117 Abgeordneten vertreten, während die Patriot Whigs 37 Mandate verloren und jetzt mit 94 Mitgliedern dem Unterhaus angehörten. Neun weitere Mitglieder des Unterhauses waren parteilos.

### Der Jakobitenaufstand von 1745, Regierungskrise von Februar 1746 und andere innenpolitische Ereignisse

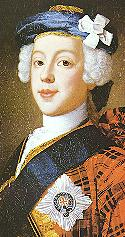
Charles Edward Stuart, der sogenannte „Bonnie Prince Charlie“

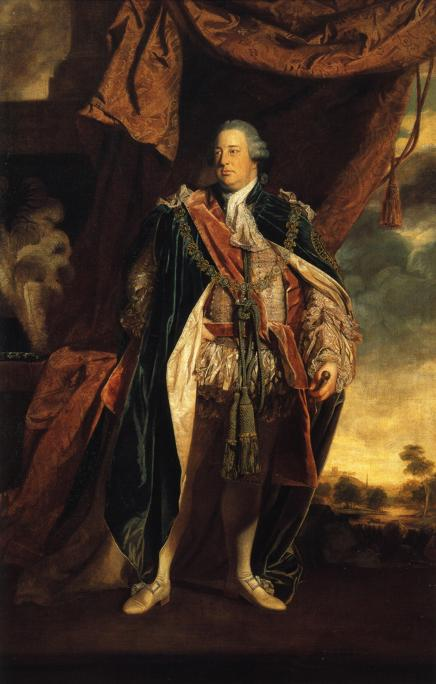
William Augustus, Duke of Cumberland wurde wegen seiner brutalen Unterdrückung des Jakobitenaufstandes von 1745 The Butcher („Der Schlächter“) genannt (Gemälde von Joshua Reynolds, 1758)

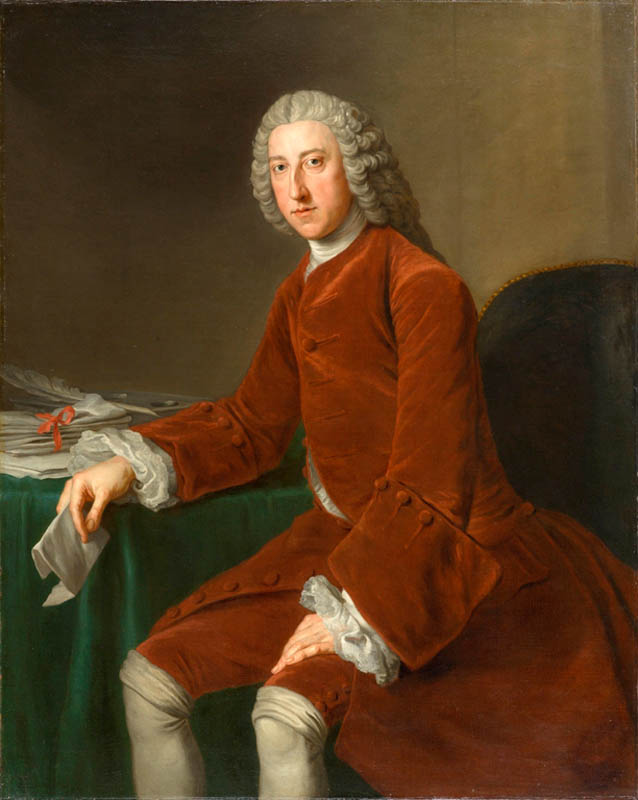
William Pitt der Ältere, späterer Premierminister, übernahm ab Mitte der 1740er Jahre verschiedene Regierungsämter

Am 23. Juli 1745 begann der „The Forty-Five“ genannte Jakobitenaufstand von 1745. Der katholische Thronprätendent (The Young Pretender) Charles Edward Stuart, der sogenannte „Bonnie Prince Charlie“ und Sohn des alten Thronprätendenten (The Old Pretender) James Francis Edward Stuart, landete auf der zu den Äußeren Hebriden gehörenden Insel Eriskay, um zu versuchen, die Throne von England und Schottland zu erobern. Am 25. Juli 1745 wurden britische Soldaten aus den Niederlanden zurückgebracht, um der Bedrohung zu begegnen. Am 2. September 1745 gelang es den Jakobiten, britische Regierungstruppen unter General John Cope in der Schlacht bei Prestonpans vernichtend zu schlagen. Eine Woche später marschierten die Jakobiten am 11. September 1745 in Edinburgh ein, woraufhin Charles Edward Stuart am 17. September 1745 selbst in Edinburgh eintraf und dort seinen Vater zu König James VIII. von Schottland proklamierte. Am 4. Dezember 1745 marschierten die Jakobiten nach Derby, mussten sich aber bereits am 6. Dezember 1745 zurückziehen. Am 18. Dezember 1745 gelang ihnen ein kleinerer Sieg in Penrith. Jakobitische Truppen waren am 16. Januar 1746 erfolgreich gegen königliche Truppen in der Schlacht bei Falkirk. Die Jakobiten wurden am 16. April 1746 in der Schlacht bei Culloden vernichtend durch Regierungstruppen unter William Augustus, Duke of Cumberland geschlagen. Dieser wurde fortan von seinen Feinden als The Butcher („Der Schlächter“) für seine Brutalitäten bei der Unterdrückung sowohl der Jakobiten als auch der schottischen Clans bekannt, die der jakobitischen Sympathie verdächtigt wurden. Culloden war die letzte Feldschlacht auf britischem Boden. Mit der Unterstützung durch Flora MacDonald floh Bonnie Prince Charlie am 20. September 1746 schließlich nach Frankreich, nachdem er zuvor fünf Monate durch die Highlands umhergezogen war. Nach der Niederschlagung des Jakobitenaufstands von 1745 verbot das Parlament das Tragen von Schottenmustern, sogenannten Tartan, bei Androhung von Haftstrafen in einer Reihe von Gesetzen, die entwickelt wurden, um die kulturelle Individualität der schottischen Highlands auszurotten.
König Georg II. von Großbritannien weigerte sich am 10. Februar 1746 William Pitt, den Älteren als Staatssekretär für Krieg (Secretary at War) in die Regierung zu berufen. Nach dem Scheitern der Versuche, eine Regierung zu bilden, kehrten Pitt und seine Kollegen jedoch in ihre Ämter zurück, und Pitt wurde zum gemeinsamen stellvertretenden Schatzmeister für Irland ernannt. Am 6. Mai 1746 wurde Pitt Generalzahlmeister der Streitkräfte (Paymaster-General of the Armed Forces) und Henry Fox Staatssekretär für Krieg. Am 11. Mai 1749 wurde der Consolidation Act, ein Gesetz zur Verbesserung des Dienstes in der Royal Navy, verabschiedet.
Im Einklang mit merkantilistischen Wirtschaftstheorien verabschiedete das britische Parlament 1750 den Iron Act, der die Kapazität der amerikanischen Kolonien zur Herstellung von Eisenwaren einschränkte. Sie durften Roheisen produzieren, das zur Herstellung von Eisenwaren exportiert wurde, konnten aber keine eigenen Eisenprodukte herstellen. Der Versuch scheiterte jedoch und Eisenhütten in Amerika missachteten die Bestimmungen des Gesetzes. Am 31. März 1751 verstarb der Prince of Wales Friedrich Ludwig von Hannover, wodurch sein Sohn Georg Wilhelm Friedrich neuer Thronfolger wurde. Im März 1751 stimmte das Parlament in einem Gesetz für die Annahme des auf dem Kontinent bereits genutzten Gregorianischen Kalenders. Durch das Gesetz wurde der 1. Januar 1752 zum Beginn des neuen Jahres bestimmt. Am 14. September 1752 trat dieses Gesetz vom März 1751 in Kraft. Die elftägige Differenz zwischen dem julianischen und dem gregorianischen Kalender wurde dadurch aufgehoben, dass der Zeitraum vom 3. bis 13. September aus dem Jahr gestrichen wurde. Londoner Randalierer protestierten gegen den Verlust von elf Tagen ihres Lebens, wehrten sich jedoch hauptsächlich gegen den Verlust von elf Tagen Gehalt.
Der Staatssekretär für den Norden Thomas Pelham-Holles, 1. Duke of Newcastle-upon-Tyne, der auch Kanzler der University of Cambridge war, stiftete 1751 die jährliche Verleihung einer Medaille für klassische Studien. Am 17. März 1752 verabschiedete das Oberhaus (House of Lords) ein Gesetz, wonach die schottischen Ländereien, die in den jakobitischen Aufständen von 1715 und 1745 verwirkt wurden, der Krone zuerkannt und ihre Einnahmen für die Entwicklung der Highlands verwendet werden sollten. König Georg II. erteilte am 8. März 1753 seine königliche Zustimmung zu einer Grundsteuer in Höhe von zwei Schilling pro Pfund in England und Wales. Das Parlament verabschiedete am 7. Juli 1753 das Einbürgerungsgesetz für Juden (Jewish Naturalization Act), um die rechtliche Diskriminierung von Juden in Großbritannien zu beenden. Die Maßnahme, die auf weit verbreiteten Widerstand stieß, wurde bereits ein Jahr später 1754 wieder aufgehoben. 1753 verbot das Ehegesetz (Marriage Act) die Eheschließung durch nicht lizenzierte Geistliche und forderte die Ausrufung von Aufgeboten in anglikanischen Kirchen. Das britische Parlament erteilte am 5. April 1753 eine Gründungsurkunde für das British Museum zur Unterbringung der Sammlung von Hans Sloane. Die Bibliothek von Sir Robert Bruce Cotton wurde in die Bibliothek des British Museum verlegt.
Nach dem Tode von Premierminister Henry Pelham am 6. März 1754 trat sein Bruder Thomas Pelham-Holles, 1. Duke of Newcastle-upon-Tyne, seine Nachfolge an.

### Der Österreichische Erbfolgekrieg und andere Außenpolitische Ereignisse

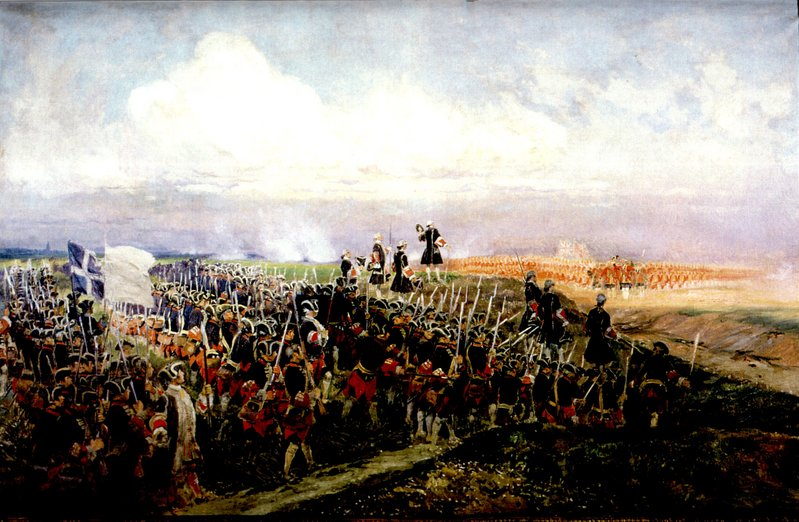
Aufeinandertreffen der französischen und britischen Garden in der Schlacht bei Fontenoy (Gemälde von Edouard Detaille)

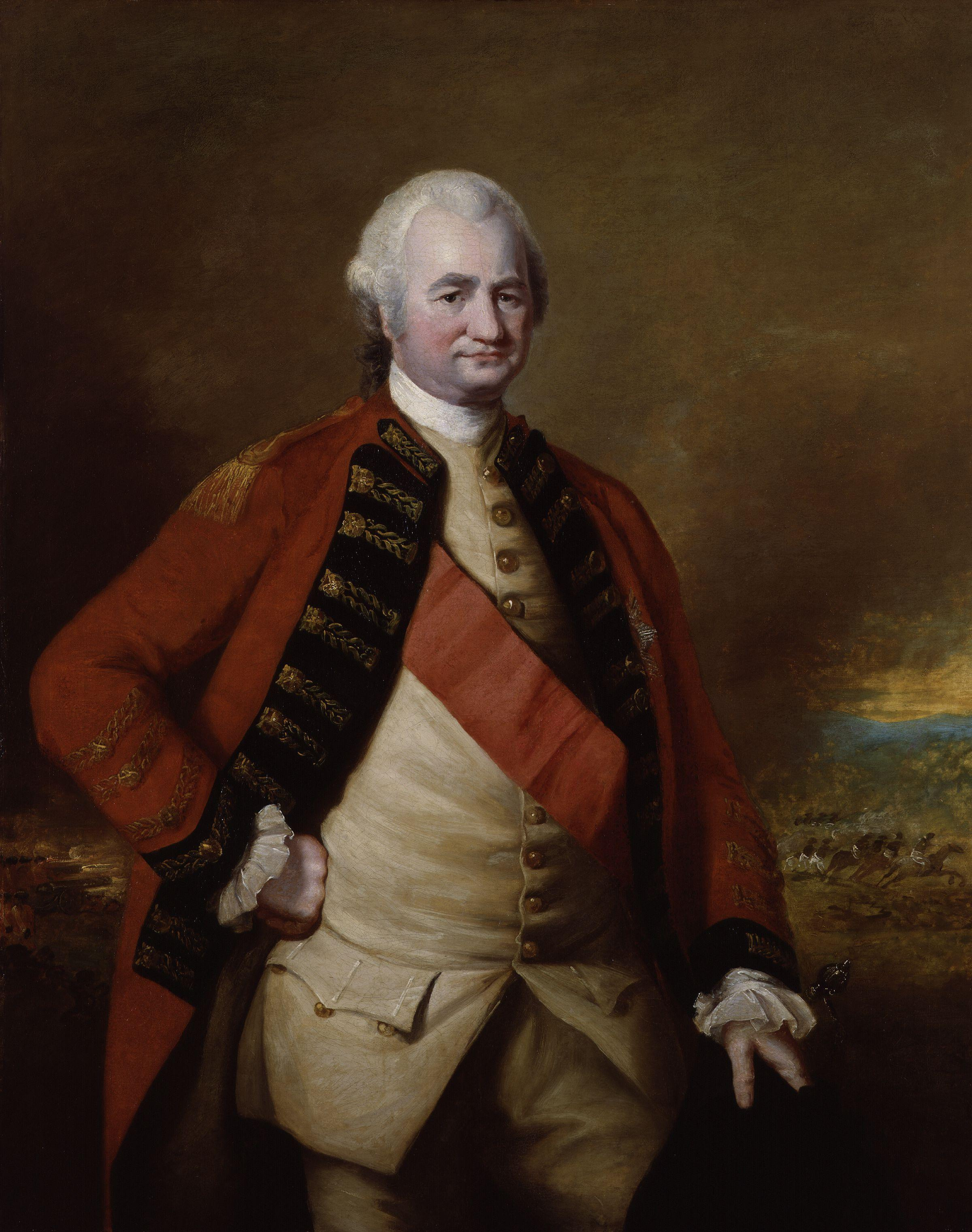
Der „Clive of India“ genannte General und Kolonialadministrator Robert Clive erzielte in den 1750er Jahren zahlreiche militärische Erfolge in Indien (Porträt von Nathaniel Dance-Holland)

Im Zweiten Schlesischen Krieg als Teil des Österreichischen Erbfolgekriegs kam es am 8. Januar 1745 zur Bildung der Quadrupelallianz von Warschau zwischen dem Erzherzogtum Österreich, dem Königreich Großbritannien, dem Kurfürstentum Sachsen und der Republik der Vereinigten Niederlande gegen das Königreich Preußen zur Wiedereroberung Schlesiens und Wegnahme einiger brandenburgischer Besitzungen, die zwischen Österreich und Sachsen geteilt werden sollten. Am 13. April 1745 entschloss sich Großbritannien, Subventionen an die Erzherzogin von Österreich Maria Theresia zu zahlen. Am 11. Mai 1745 wurden britische Truppe unter dem Befehl von William Augustus, Duke of Cumberland durch französische Truppen unter dem Kommandeur von Moritz von Sachsen in der Schlacht bei Fontenoy im heutigen Belgien geschlagen. Die Franzosen eroberten in der Folge die Österreichische Niederlande.
Am 16. Juni 1745 eroberten britische Truppe die Kap-Breton-Insel in Nova Scotia von den Franzosen und daraufhin die Festung Louisbourg. Am 26. August 1745 versprach König Georg II. durch die Konvention von Hannover Friedensverhandlungen mit dem Königreich Preußen und gab die Unterstützung für Österreich auf. Am 7. Juli 1746 verschlechterte sich die Rivalität Großbritanniens und Frankreichs in den Kolonien in Folge des Österreichischen Erbfolgekriegs. Eine französische Flotte unter Admiral Bertrand François Mahé de La Bourdonnais landete in Pondicherry in Südostindien und am 21. September 1746 eroberte französische Truppen unter Joseph François Dupleix im Ersten Karnatischen Krieg Madras von den Briten.
In der Schlacht bei Lauffeldt bei Maastricht erlitten Truppen unter William Augustus, Duke of Cumberland am 2. Juli 1747 eine erneute Niederlage gegen die französische Armee unter Moritz von Sachsen. Im Juli 1747 schloss Großbritannien zwar eine Allianz mit dem Russischen Kaiserreich, lehnte eine Unterstützung des russischen Feldzuges gegen Schweden allerdings ab. Am 6. Juli 1747 brachen französische und spanische Truppen die britisch-österreichische Blockade der Republik Genua. In der Konvention von Sankt Petersburg stimmten Großbritannien, die Vereinigten Niederlanden und Russland am 21. Dezember 1747 überein, russischen Truppen die Passage durch Deutschland zu erlauben und Großbritannien mit 30.000 Mann zu unterstützen. Am 17. Oktober 1748 konnten die Franzosen die britische Belagerung von Pondicherry beenden.
Durch den Frieden von Aachen vom 18. Oktober 1748 wurde der Österreichische Erbfolgekrieg beendet. Die Position von Franz I. Stephan als Kaiser des Heiligen Römischen Reiches wurde anerkannt und die Eroberung von Schlesien durch Friedrich II. von Preußen bestätigt. Frankreich wiederum musste die Österreichische Niederlande räumen, König Georg II. als König von Großbritannien und Irland anerkennen und Madras unter britische Kontrolle übergeben, wohingegen im Austausch die Briten die Festung Louisbourg auf der Kap-Breton-Insel an die Franzosen übergaben. Österreich wiederum musste die Herzogtümer von Parma, Piacenza und Guastalla in Norditalien an Philipp, Herzog von Parma übergeben. Spanien trat dem Friedensvertrag am 20. Oktober 1748 bei. Die Gründung der britischen Siedlung Halifax in Nova Scotia 1749 führte zu Grenzkonflikten mit französischen Siedlern.
In einem britisch-spanischen Vertrag vom 5. Oktober 1750 gab Spanien sein Monopol im Sklavenhandel (Asiento de Negros) zwischen Spanien, dem spanischen Imperium und Afrika gegen Bestätigung anderer Handelsrechte auf. Am 10. November 1750 trat Großbritannien einer Allianz zwischen dem Heiligen Römischen Reich und dem Russischen Kaiserreich bei. Im ersten seiner wichtigen militärischen Erfolge schlug der „Clive of India“ genannte General und Kolonialadministrator Robert Clive am 31. August 1751 den französischen Generalgouverneur Joseph François Dupleix im Laufe des Zweiten Karnatischen Krieges und nahm Arcot ein, eine Festung 105 km westlich von Madras und Hauptstadt von Karnatik in Südindien. Dupleix wurde ferner von Clive bei Arni geschlagen. Im Juni 1752 übergaben französische Truppen die Stadt Trichinopoly in Südindien ebenfalls an Robert Clive. Im Dezember 1753 führte Generalgouverneur Dupleix in Madras Verhandlungen mit Vertretern der britischen Regierung, wobei er darum bat, als Herrscher von Karnatik anerkannt zu werden.
1751 wurde die Siedlung Georgetown am Potomac River gegründet. Im August 1753 rückten französische Truppen aus Kanada vor und besetzten das Ohio-Tal, errichteten Siedlungen, die sie Fort Le Boeuf und Fort de la Presqu’île nannten. Der britische Vizegouverneur von Virginia schickte George Washington von der Virginia-Miliz, um ihnen eine Anweisung zum Rückzug zu erteilen. Die britischen Kolonialgouverneure in Nordamerika wurden am 18. September 1753 angewiesen, die Treue der indigenen Irokesen zu sichern, da ein Krieg mit Frankreich nun unvermeidlich schien.

## Mitglieder des Kabinetts

### Erste Regierung Pelham 24. November 1744 bis 10. Februar 1746
| Amt                                                                       | Amtsinhaber                                                                 | Beginn der Amtszeit              | Ende der Amtszeit               |
| ------------------------------------------------------------------------- | --------------------------------------------------------------------------- | -------------------------------- | ------------------------------- |
| Prime Minister (Premierminister)                                          | Henry Pelham                                                                | 24. November 1744                | 10. Februar 1746                |
| First Lord of the Treasury (Erster Lord des Schatzamtes)                  | Henry Pelham                                                                | 24. November 1744                | 10. Februar 1746                |
| Chancellor of the Exchequer (Schatzkanzler)                               | Henry Pelham                                                                | 24. November 1744                | 10. Februar 1746                |
| Lord Chancellor (Lordkanzler)                                             | Philip Yorke, 1. Earl of Hardwicke                                          | 24. November 1744                | 10. Februar 1746                |
| Lord President of the Council (Präsident des Geheimen Kronrates)          | William Stanhope, 1. Earl of Harrington Lionel Sackville, 1. Duke of Dorset | 24. November 1744 3. Januar 1745 | 3. Januar 1745 10. Februar 1746 |
| Lord Privy Seal (Lordsiegelbewahrer)                                      | John Leveson-Gower, 1. Earl Gower                                           | 26. Dezember 1744                | 10. Februar 1746                |
| Secretary of State in Southern Department (Staatssekretär für den Süden)  | Thomas Pelham-Holles, 1. Duke of Newcastle-upon-Tyne                        | 24. November 1744                | 10. Februar 1746                |
| Secretary of State in Northern Department (Staatssekretär für den Norden) | William Stanhope, 1. Earl of Harrington                                     | 24. November 1744                | 10. Februar 1746                |
| Master General of the Ordnance (Generalfeldzeugmeister)                   | John Montagu, 2. Duke of Montagu                                            | 24. November 1744                | 10. Februar 1746                |
| First Lord of the Admiralty (Erster Lord der Admiralität)                 | John Russell, 4. Duke of Bedford                                            | 27. Dezember 1744                | 10. Februar 1746                |
| Keeper of Great Seal of Scotland (Großsiegelbewahrer von Schottland)      | Archibald Campbell, 3. Duke of Argyll                                       | November 1744                    | 10. Februar 1746                |
| Secretary of State for Scotland (Staatssekretär für Schottland)           | John Hay, 4. Marquess of Tweeddale                                          | November 1744                    | 10. Februar 1746                |
| Lord Chamberlain of the Household (Oberkammerherr)                        | Charles FitzRoy, 2. Duke of Grafton                                         | November 1744                    | 10. Februar 1746                |
| Master of the Horse (Oberstallmeister)                                    | Charles Lennox, 2. Duke of Richmond                                         | November 1744                    | 10. Februar 1746                |

### Regierung Bath–Granville 10.bis 12. Februar 1746
| Amt                                                                       | Amtsinhaber                         | Beginn der Amtszeit | Ende der Amtszeit |
| ------------------------------------------------------------------------- | ----------------------------------- | ------------------- | ----------------- |
| First Lord of the Treasury (Erster Lord des Schatzamtes)                  | William Pulteney, 1. Earl of Bath   | 10. Februar 1746    | 12. Februar 1746  |
| Lord Privy Seal (Lordsiegelbewahrer)                                      | Henry Howard, 4. Earl of Carlisle   | 10. Februar 1746    | 12. Februar 1746  |
| First Lord of the Admiralty (Erster Lord der Admiralität)                 | Daniel Finch, 8. Earl of Winchilsea | 10. Februar 1746    | 12. Februar 1746  |
| Secretary of State in Southern Department (Staatssekretär für den Süden)  | John Carteret, 2. Earl Granville    | 10. Februar 1746    | 12. Februar 1746  |
| Secretary of State in Northern Department (Staatssekretär für den Norden) | John Carteret, 2. Earl Granville    | 10. Februar 1746    | 12. Februar 1746  |

### Zweite Regierung Pelham 12. Februar 1746 bis 6. März 1754
| Amt                                                                       | Amtsinhaber | Beginn der Amtszeit                               | Ende der Amtszeit                             |
| ------------------------------------------------------------------------- | --- | ------------------------------------------------- | --------------------------------------------- |
| Prime Minister (Premierminister)                                          | Henry Pelham | 12. Februar 1746                                  | 6. März 1754                                  |
| First Lord of the Treasury (Erster Lord des Schatzamtes)                  | Henry Pelham | 12. Februar 1746                                  | 6. März 1754                                  |
| Chancellor of the Exchequer (Schatzkanzler)                               | Henry Pelham | 12. Februar 1746                                  | 6. März 1754                                  |
| Lord Chancellor (Lordkanzler)                                             | Philip Yorke, 1. Earl of Hardwicke | 12. Februar 1746                                  | 6. März 1754                                  |
| Lord President of the Council (Präsident des Geheimen Kronrates)          | Lionel Sackville, 1. Duke of Dorset John Carteret, 2. Earl Granville                                                                  | 12. Februar 1746 17. Mai 1751                     | 17. Mai 1751 6. März 1754                     |
| Lord Privy Seal (Lordsiegelbewahrer)                                      | John Leveson-Gower, 1. Earl Gower | 12. Februar 1746                                  | 6. März 1754                                  |
| Secretary of State in Southern Department (Staatssekretär für den Süden)  | Thomas Pelham-Holles, 1. Duke of Newcastle-upon-Tyne John Russell, 4. Duke of Bedford Robert Darcy, 4. Earl of Holderness             | 12. Februar 1746 12. Februar 1748 18. Juni 1751   | 12. Februar 1748 13. Juni 1751 6. März 1754   |
| Secretary of State in Northern Department (Staatssekretär für den Norden) | William Stanhope, 1. Earl of Harrington Philip Stanhope, 4. Earl of Chesterfield Thomas Pelham-Holles, 1. Duke of Newcastle-upon-Tyne | 12. Februar 1746 28. Oktober 1746 6. Februar 1748 | 28. Oktober 1746 6. Februar 1748 6. März 1754 |
| Master General of the Ordnance (Generalfeldzeugmeister)                   | John Montagu, 2. Duke of Montagu | 10. Februar 1746                                  | 5. Juli 1749                                  |
| First Lord of the Admiralty (Erster Lord der Admiralität)                 | John Russell, 4. Duke of Bedford John Montagu, 4. Earl of Sandwich George Anson, 1. Baron Anson                                       | 12. Februar 1746 20. Februar 1748 22. Juni 1751   | 19. Februar 1748 21. Juni 1751 6. März 1754   |
| Keeper of Great Seal of Scotland (Großsiegelbewahrer von Schottland)      | Archibald Campbell, 3. Duke of Argyll                                                                                                 | 12. Februar 1746                                  | 6. März 1754                                  |
| Lord Chamberlain of the Household (Oberkammerherr)                        | Charles FitzRoy, 2. Duke of Grafton                                                                                                   | 12. Februar 1746                                  | 6. März 1754                                  |
| Master of the Horse (Oberstallmeister)                                    | Charles Lennox, 2. Duke of Richmond Vakanz William Cavendish, Marquess of Hartington                                                  | 12. Februar 1746 1750 1751                        | 1750 1751 6. März 1754                        |

## Hintergrundliteratur
- Romney R. Sedgwick: IV. Oppositions, 1742–4 and 1747–51, in: Romney R. Sedgwick (Herausgeber): The History of Parliament. The House of Commons 1715–1754, 1970, ISBN 978-0-11-880098-3(Onlineversion)
- England im 18. Jahrhundert, in: Weltgeschichte in Bildern. Die innere Entwicklung der europäischen Staaten im 18. Jahrhundert, Gondrom Verlag, Bayreuth 1981, ISBN 3-8112-0242-1
- Chris Cook, John Stevenson: British Historical Facts 1688–1760, Macmillan 1988, S. 39–40
- Linda Colley: In Defiance of Oligarchy: The Tory Party 1714–60, Cambridge University Press, 1985, ISBN 978-0-521-31311-7
- Paul Langford: A Polite and Commercial People: England 1727–1783, Clarendon Press, 1998, ISBN 978-0-19-820733-7 (Onlineversion)
- Heinrich Pleticha (Herausgeber): Weltgeschichte. Aufklärung und Revolution. Europa im 17. und 18. Jahrhundert, Bertelsmann Lexikon Verlag, Gütersloh 1996, ISBN 3-577-15008-4
- Ulrike Müller-Kaspar (Herausgeberin): Die Jahrtausendbibliothek. Das Achtzehnte Jahrhundert, Tosa Verlag, Wien 1999
- Chambers Dictionary of World History, Chambers Harrap 2002, ISBN 0-550-13000-4
- Timothy Venning: Compendium of British Office Holders, Palgrave Macmillan UK, 2005, ISBN 978-0-230-50587-2 (Onlineversion)
- Hywell Williams (Herausgeber): The Early Modern World 1450–1799, in: Cassell’s Chronology of World History. Dates, Events and Ideas that Made History, Weidenfeld & Nicolson, London 2005, ISBN 0-304-35730-8
- Der Große Ploetz. Die Enzyklopädie der Weltgeschichte, Verlag Vandenhoeck & Ruprecht, 35. Auflage, 2008, ISBN 978-3-525-32008-2
- Jeremy Black: British Politics and Foreign Policy, 1727–44, Taylor & Francis, 2016, ISBN 978-1-317-17163-8, S. 265 (Onlineversion)